# Ренансар
Ренанса́р (фр. Renansart) — коммуна во Франции, находится в регионе Пикардия. Департамент коммуны — Эна. Входит в состав кантона Рибмон. Округ коммуны — Сен-Кантен.
Код INSEE коммуны — 02640.

## Население
Население коммуны на 2010 год составляло 169 человек.
| 1962 | 1968 | 1975 | 1982 | 1990 | 1999 | 2010 |
| ---- | ---- | ---- | ---- | ---- | ---- | ---- |
| 213  | 192  | 191  | 192  | 175  | 176  | 169  |

## Экономика
В 2010 году среди 112 человек трудоспособного возраста (15—64 лет) 78 были экономически активными, 34 — неактивными (показатель активности — 69,6 %, в 1999 году было 68,1 %). Из 78 активных жителей работали 71 человек (39 мужчин и 32 женщины), безработных было 7 (5 мужчин и 2 женщины). Среди 34 неактивных 5 человек были учениками или студентами, 11 — пенсионерами, 18 были неактивными по другим причинам.